# Істрійська марка
Істрійська марка (нім. Mark Istrien), або Істрійське маркграфство (нім. Markgrafschaft Istrien, італ. Margraviato d'Istria, хорв. Markgrofovija Istra, словен. Mejna grofija Istra) — феодальне державне утворення, що існувало на Істрійському півострові. Засноване як прикордонна каролінзька марка, що охоплювала Істрію та прилеглу територію, завойовану сином Карла Великого, королем Італії Піпіном у 789 році. Від 1364 року Істрійське маркграфство послідовно належало Габсбурзькій монархії, Австрійській імперії та Австро-Угорщині.

## Історія
Територія поселення стародавніх племен істрів була завойована Римською імперією в 178 р. до н. е. За імператора Октавіана Августа територія Істрії була включена до північно-східного регіону X Вететія і Істрія (лат. Venetia et Histria) італійських володінь Римської імперії епохи принципату. Пізніше Венетія і Істрія були провінцією Римської імперії епохи домінату, відтак Західної Римської імперії, а також, ймовірно, держави Одоакра, Остготського королівства і Равенського екзархату (у складі Візантії).
Після падіння Західної Римської імперії лангобарди на чолі з королем Альбойна з 568 року завоювали Венетію, де вони заснували Фріульське герцогство як складову лангобардського Італійського королівства. У той же час півострів Істрія залишався під візантійським (східноримським) впливом, тоді як південнослов'янські племена (хорвати та словенці) оселилися на сході та півночі від нього.
Айстульф, король лангобардів з 749 року, напав на решту візантійських територій в Італії і навіть погрожував візантійському папству в Римі. Оскільки папа Захарій не очікував ефективної допомоги в боротьбі з лангобардською загрозою від Візантії, він уклав союз з Піпіном Коротким, могутнім мажордомом Франкського королівства на північ від Альп, якого він узаконив як короля франків. У 755 році Піпін вторгся в Італію і змусив Айстульфа визнати франкський сюзереніт. Син Піпіна Карл Великий у 773/774 роках остаточно включив лангобардське Італійське королівство до складу Каролінзької імперії.

### Каролінзька марка
Карл Великий спочатку приєднав півострів Істрія до лангобардського Фріульського герцогства, частини каролінзького Італійського королівства під керівництвом свого сина Піпіна. Хоча Фріулі формально мало статус герцогства, де-факто воно було прикордонною маркою з лише титулярною герцогською гідністю і з 776 року керувалоь франкськими призначенцями.
Сама Істрійська марка вперше постала після смерті герцога Еріка Фріульського під час облоги Трсата у 799 році на франкському кордоні з Приморською Хорватією. Істрія була передана франкському графу Гунфріду, який також носив титул dux Foroiulanus. Початкова каролінзька марка простягалась від Юлійських Альп і Карстового плато до затоки Кварнер. Це була одна із трьох марок, поряд із Фріулією та Карантанією, які охороняли Італію послідовно від нападів аварів, слов'ян і угрів. У першому десятилітті IX століття Істрією правив якийсь герцог Іоанн, номінально згідно з давніми візантійськими звичаями, але фактично як франкський васал. Тоді в регіоні було дев'ять міст, серед яких Трієст.
Після того, як король Піпін зробив кілька спроб завоювати Венецію на узбережжі Адріатичного моря, його батько, біля 812 року імператор Карл Великий згідно з договором Pax Nicephori визнав формальний візантійський контроль як над Венецією, так і над Істрією, принаймні над її західним узбережжям. Подальші обставини невідомі, але, можливо, візантійцям так і не вдалося відновити свою владу на повернутих територіях, якщо вони і були фактично передані. Частини Істрії, що залишилися під формальним франкським контролем, ймовірно, були знову включені до каролінгського Фріульського герцогства.
У 829 році, після зміщення останнього фріульського герцога Бальдріка, імператор Людовик Благочестивий на рейхстазі у Вормсі розділив це велике герцогство на чотири графства. Істрією з Фріульською маркою керував з Аквілеї маркграф Еберхард та його нащадки Унрошиди. Він став частиною Середньої Франкії після Верденського договору 843 року, а в 855 році був переданий італійському королівству імператора Людовіка II. У 888 році маркграф Беренгар Фріульський навіть став наступником Карла Товстого на посаді короля Італії.

### Імперська марка

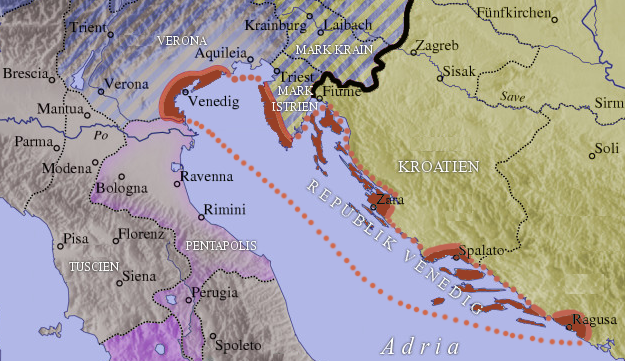
Істрійська марка (Mark Istrien) Священної Римської імперії близько 1000 року. Навколо знаходяться Веронська та Карніольська (Країнська) марки, Хорватське королівство та Венеційська республіка

У 952 році німецький король Оттон I здійснив переможний похід у північну Італію, яку очолював онук Беренгара І, король Беренгар II. Оттон змусив Беренгара визнати свою зверхність і виокремив зі складу Італійського королівства величезну Веронську марку, яку надав своєму братові герцогу Генріху Баварському, який уже контролював прилеглі Каринтійську та Карнійську марки. Після усунення сина і наступника Генріха, герцога Генріха Сперечальника в 976 році, імператор Оттон II відокремив Каринтію від Баварії як самостійне герцогство, яким керував герцог Генріх Молодший, якому також було надано сюзеренітет над південно-східними регіонами Баварії, включаючи Верону, Істрію, Карніолу та Штирію.
Графи Істрійські з'являються наприкінці X століття, але Істрія разом із Карніольською маркою була відокремлена від Каринтійського герцогства в 1040 році, коли обидві марки були подаровані тюрінгському графу Поппо Веймарському, спадкоємцю через шлюб з останнім відомим фріульським маркграфом Веріандом. Карнільські маркграфи поступово заволоділи північно-східними територіями півострова, тоді як західне та південне узбережжя поступово окупувала Венеційська республіка. Німецький король Генріх IV номінально надав решту марки Аквілейському патріархату, але маркграфський титул і території Істрії були збережені за Карніольською маркою. У 1173 році імператор гогенштауфен Фрідріх Барбаросса віддав перевагу баварському дворянському дому Андексів, які приєднали Істрію до свого Меранського герцогства. Аквілея повернула собі Істрію в 1209 році, коли маркграфи з дому Андексів потрапили в немилість через нібито причетність до вбивства сина Фрідріха Барбаросси, німецького короля Філіпа Швабського.
До середини XIII століття більша частина узбережжя Істрії була завойована Венеційською республікою. Патріархи припинили призначати маркграфів і передали решту внутрішніх частин півострова під безпосередній контроль своїх чиновників фогтів, графів Горицьких. Території Гориці були остаточно придбані австрійськими ерцгерцогами Габсбургами в 1374 році, які з 1335 року вже володіли Карніольською маркою. У 1382 році австрійські Габсбурги також отримали контроль над містом Трієст.

### Габсбурзьке маркграфство
Після того, як у 1420 році Венеційська республіка повністю захопила світську територію Аквілейського патріархату, більша частина Істрії належала до Ла Серенісіми. Австрійські Габсбурги володіли лише невеликою територією у внутрішній частині півострова навколо Пазина (Міттербург), якою вони керували зі свого Карніольського герцогства. Тим не менш, габсбурзькі правителі додали титул «маркграф Істрійський» до інших своїх титулів, який зберігався до розпаду Австро-Угорської монархії в 1918 році.
Венеційська Істрія потрапила до Габсбурзької монархії (після 1804 року — Австрійської імперії) згідно з Кампо-Формійським договором 1797 року, але згодом за Пресбурзьким миром 1805 року перейшла під владу Наполеона, утворивши частину наполеонівського Італійського королівства. У 1809 році Істрія була включена до складу Французької імперії як частина Іллірійських провінцій. У 1815 році, після поразки Наполеона, на Віденському конгресі 1815 року ця територія була повернута Австрії як частина Іллірійського королівства.
Після поділу Іллірійського королівства в 1849 році Істрійське маркграфство стало територією коронної землі Австрійське Примор'я. Вона отримала значну автономію як самостійна коронна земля після заснування сейму Істрії в Паренцо за Лютневим патентом 1861 року.

## Маркграфи

### Каролінгська марка Істрії
- Гунфрід (бл. 799), також герцог Фріулі
- Іоанн (бл. 804), герцог

### Відновлено маркграфство (утримується графамиВеймарськими)
- Поппо I (1012—1044), також маркграф Карніолії з 1040 р.
- Ульріх I (1060—1070), син маркграфа Поппо I, також маркграф Карніолії
- Генріх I (1077—1090)

### Дім Спонхейм
- Енгельберт I (1090—1093)
- Бурхард (1093—1096)

### ГрафиВеймара—Орламюнде
- Поппо II (1096—1098), син Ульріка I, маркграф Карніолії з 1070 р.
- Ульріх II (1098—1107), брат, також маркграф Карніолії

### Дім Спонхейм
- Енгельберт II (1107—1124), син Енгельберта I, також маркграф Карніолії, герцог Карінтії з 1124 р.
- Енгельберт III 1124—1173, син, також маркграф Карніолії

### Андекська династія
- Бертольд I (1173—1188), також маркграф Карніолії
- Бертольд II (1188—1204), син, також маркграф Карніоли, герцог Меранії (як Бертольд IV) з 1183 року
- Генріх II (1204—1228), син, також маркграф Карніолії
- Оттон I (1228—1234), брат, також маркграф Карніоли, герцог Меранії з 1204 р., пфальцграф Бургундії з 1211 р. (як Оттон II)
- Оттон II (1234—1248), також маркграф Карніоли, герцог Меранії та пфальцграф Бургундії (як Оттон III)

Згодом цей титул мав монарх Габсбургів, а «маркграф Істрії» був включений у повний титул імператора Австрії.